# 3D Monster Maze
3D Monster Maze (букв. «Трёхмерный лабиринт с чудовищем») — компьютерная игра для Sinclair ZX81, созданная Малькольмом Эвансом в 1981 г. Выпущена в продажу фирмой J.K. Greye Software в начале 1982 г.; затем, в том же году, Эванс основал собственную фирму, New Generation Software, и переиздал 3D Monster Maze на её базе. Хотя графическое изображение в игре имеет низкое разрешение и выполнено символами псевдографики, 3D Monster Maze — первая трёхмерная игра для персонального компьютера.
3D Monster Maze помещала игрока в лабиринт с единственным выходом, который охранял враждебный монстр — Тираннозавр рекс. Игрок должен был преодолеть лабиринт и бежать, не будучи съеденным.
New Generation Software выросла в известную компанию на рынке программного обеспечения для вычислительных машин фирмы Sinclair Research Ltd и продолжила проведение в жизнь технологий игровой трёхмерной графики на ZX81, а позже — на следующей модели, ZX Spectrum. Пресса немедленно удостоила 3D Monster Maze титула «устойчивого фаворита» пользователей ZX81. Спустя десятилетия, игра снискала популярность у любителей «ретро» компьютерных игр, вдохновляя создание версий для более современных вычислительных машин, а также подвигая энтузиастов на создание эмуляторов.

## Геймплей

Т-Рекс в двух шагах!

Игра использовала случайно сгенерированный лабиринт размером 16×16 клеток. Первоначально Т. рекс сидит в засаде. Как только игрок начинает двигаться, зверь начинает охотиться. После Т. рекс может успокоиться (если игрок перешёл в часть лабиринта, достаточно удаленную от хищника), или стать более активным,  как только игрок приблизился к нему. Если Т. рекс увидел жертву напрямую, то он начинает двигаться непосредственно к игроку.
Игрок узнаёт уровень встревоженности Т. рекса из строки состояния. Это дает игроку понять на каком расстоянии он находится от монстра. Они выглядели как РЕКС СИДИТ В ЗАСАДЕ, затем ОН ОХОТИТСЯ ЗА ТОБОЙ, ЕГО ШАГИ СЛЫШНЫ РЯДОМ, РЕКС УВИДЕЛ ТЕБЯ, и БЕГИ! ОН РЯДОМ или БЕГИ! ОН ПОЗАДИ ТЕБЯ. Скорость игрока больше, чем у монстра, тем самым можно убежать от него (если только игрок не попал в тупик) С каждым шагом игрок мог рисовать карту лабиринта на бумаге, но это становилось все труднее с увеличением темпа игры. При увеличении темпа игры игрок нажимал на клавиатуру все чаще и мог расшатать связь компьютера с 16Кб расширения, и привести к внезапному сбросу и перезагрузке в течение нескольких минут.
Игроку даются очки за каждый шаг, сделанный в момент, когда зверь находится в состоянии активной охоты. Поскольку игрок бегает быстрее зверя, можно набирать очки, бегая кругами и оставляя его позади. Также очки даются за успешное прохождение через выход и за уход в другой лабиринт.
В конце игры игроку сообщают, что он приговорён к вечному блужданию по лабиринту, и можно либо подать апелляцию, либо продолжить игру в последнем лабиринте. Подданная апелляция может быть с вероятностью 50 % отклонена, и тогда игрок заново отправляется блуждать в предыдущий лабиринт. Если апелляция принимается, происходит перезагрузка компьютера через выполнение BASIC-команды NEW.

## Рецензии
| Иноязычные издания | Иноязычные издания |
| Издание            | Оценка             |
| ------------------ | ------------------ |
| Tilt               | [ 9 ]              |
| Retro Gamer        | 87 %               |